# Кривошей, Елена Анатольевна
Елена Анатольевна Кривошей (Пчелинцева) (род. 1 февраля 1977, Свердловск, СССР) — российская спортсменка, представляла художественную гимнастику в групповых упражнениях. Бронзовый призёр летних Олимпийских игр 1996 в командных упражнениях (вместе с Юлией Ивановой, Ольгой Штыренко и Ириной Дзюбой под руководством старшего тренера национальной сборной команды России, зтр Марины Васильевны Фатеевой). Заслуженный мастер спорта Российской Федерации по художественной гимнастике. Пятикратная чемпионка мира, пятикратная чемпионка Европы.

## Награды
- Медаль ордена «За заслуги перед Отечеством» II степени (6 января 1997 года) — за заслуги перед государством и высокие спортивные достижения на XXVI летних Олимпийских играх 1996 года[2]